# Piovà Massaia
Piovà Massaia é uma comuna italiana da região do Piemonte, província de Asti, com cerca de 640 habitantes. Estende-se por uma área de 10 km², tendo uma densidade populacional de 64 hab/km². Faz fronteira com Capriglio, Cerreto d'Asti, Cocconato, Cunico, Montafia, Montiglio Monferrato, Passerano Marmorito, Piea.

## Demografia
| Variação demográfica do município entre 1861 e 2011                               |
|                                                                                   |
| Fonte: Istituto Nazionale di Statistica (ISTAT) - Elaboração gráfica da Wikipedia |